# The Greg Gutfeld Show
The Greg Gutfeld Show es un programa de medianoche estadounidense que se transmitió en la cadena Fox News cada sábado a las 10PM. El presentador del programa es el cómico y comentarista Greg Gutfeld. El programa combina los elementos de sátira, comedia, y discusión sobre hechos actuales. En marzo de 2021, Gutfeld anunció que el programa cambiaría su franja horaria a las noches de entre semana a las 11PM. Se estrenará en su nueva franja horaria el 5 de abril de 2021 bajo un nuevo título, Gutfeld!. El capítulo último de los sábados se transmitió el 13 de marzo de 2021.
- Datos: Q20642687
- Multimedia: Gutfeld! / Q20642687